# Disney's DuckTales Remastered
DuckTales: Remastered est un jeu vidéo de plates-formes sorti le 16 août 2013 sur PlayStation 3, PC et Wii U et le 11 septembre 2013 sur Xbox 360, en téléchargement. Les versions pour téléphones mobiles et tablettes sous systèmes Android, Windows Phone et iOS ont elles été publiées le 2 avril 2015. Une version disque est sortie sur Wii U, PlayStation 3 et Xbox 360 en Amérique du Nord le 12 novembre 2013. En Europe, la version disque est sortie uniquement sur PS3 le 11 avril 2014.
Le jeu est une reprise du jeu Disney's DuckTales, sorti sur NES en 1989, lui-même adapté de la série d'animation La Bande à Picsou. Cette version est notamment une refonte visuelle, avec des niveaux revus, de nouveaux niveaux ou encore des classements en ligne.
À partir du 9 août 2019, le jeu a été retiré des boutiques en ligne tels que Steam ou le Nintendo eShop en raison de l'expiration de licence avec Disney, avant de réapparaître en mars 2020.

## Synopsis
Un après-midi à Canardville, dans sa maison, Balthazar Picsou entend l'alarme de son coffre sonner. Se ruant au coffre, il découvre que Les Rapetous sont en train de le cambrioler. Il réussit à les chasser, mais surprend La Science Rapetou en train d'examiner un tableau. Celui-ci s'enfuit et, en examinant le tableau, Picsou découvre une carte au trésor. Il la place dans un ordinateur conçu par Géo Trouvetou et réussit à la déchiffrer. La carte indique l'emplacement de 5 trésors cachés. Picsou part à leur recherche.

## Niveaux
Le jeu est composé de 7 niveaux :
- un prologue : Le Coffre ;
- 5 niveaux centraux :
  - L'Amazonie,
  - La Transylvanie,
  - Les Mines Africaines,
  - L'Himalaya,
  - La Lune ;
- un niveau final : Le Mont Vésuve.

Le prologue et le niveau final sont inédits ; les 5 niveaux centraux ont été repris du jeu original et allongés.
De plus, contrairement au jeu original, il n'y a pas de clé à aller chercher en Transylvanie.
Le bureau de Picsou sert de lieu entre les niveaux. Le joueur peut acheter des images et des musiques dans la galerie, sélectionner le niveau auquel il va jouer et plonger dans le coffre-fort de Picsou.